# Bajna
Bajna là một thị xã và là một nagar panchayat của quận Mathura thuộc bang Uttar Pradesh, Ấn Độ.

## Địa lý
Bajna có vị trí 27°54′B 77°41′Đ / 27,9°B 77,68°Đ Nó có độ cao trung bình là 183 mét (600 foot).

## Nhân khẩu
Theo điều tra dân số năm 2001 của Ấn Độ, Bajna có dân số 7031 người. Phái nam chiếm 54% tổng số dân và phái nữ chiếm 46%. Bajna có tỷ lệ 58% biết đọc biết viết, thấp hơn tỷ lệ trung bình toàn quốc là 59,5%: tỷ lệ cho phái nam là 69%, và tỷ lệ cho phái nữ là 44%. Tại Bajna, 18% dân số nhỏ hơn 6 tuổi.